# Fanellhorn
Das Fanellhorn ist ein Berg in den Adula-Alpen im Kanton Graubünden in der Schweiz mit einer Höhe von 3123 m ü. M. Der Gipfel südwestlich von Vals ist einer der schönsten Aussichtspunkte der Gegend und im Winter ein beliebtes Skitourenziel. Die formschöne, dreiseitige Pyramide stellt den Mittelpunkt der kleinen Fanellhorngruppe dar.

## Lage und Umgebung
Das Fanellhorn befindet sich vollständig auf dem Gemeindegebiet von Vals. Nordwestlich vorgelagert befinden sich das Guraletschhorn (2907 m) und das Ampervreilhorn (2801 m). Mit diesen beiden bildet das Fanellhorn einen Bergkamm, der das Valser Tal vom Peilertal trennt. Im Westen wird das Fanellhorn vom Canaltal eingefasst, im Süden vom Fanellgletscher. Im Westen des Fanellhorns befindet sich der Zervreilasee.
Zu seinen Nachbargipfeln gehören das Wissgrätli (2865 m), das Guraletschhorn (2907 m), das Ampervreilhorn (2801 m), das Valserhorn (2885 m), der Wenglispitz (2841 m), das Chilchalphorn (3039 m), das Lorenzhorn (3048 m), das Zervreilahorn (2897 m) oder das Furggeltihorn (3043 m).
Der am weitesten entfernte sichtbare Punkt (44° 16′ 39,1″ N, 10° 24′ 37,7″ O) vom Fanellhorn liegt beim Monte Cusna (2121 m s.l.m.) auf Gemeindegebiet von Villa Minozzo zwischen Bologna und La Spezia in der italienischen Region Emilia-Romagna und ist 272 km entfernt.

## Namensherkunft
Fan liegt dem italienischen fango für ‘Schlamm‘ zugrunde. Im rätoromanischen existierte das Wort als faun, feun für ‘Pfütze‘ und erhielt sich in ‘Fan‘ und vielen anderen Namen. Fanella Alp und Fanellahorn wurden wohl wie Lavinella (Santa Domenica) — lavina ist eine Ableitung aus dem italienischen für ‘Lawine‘ – mit -ella ergänzt.

## Routen zum Gipfel

### Sommerrouten
Der Valser Wanderbus erschliesst im Sommer vom Dorf aus verschiedene Ausgangspunkte für Wanderungen.

#### Von der Fanelllücke
- Ausgangspunkt: Berggasthaus Zervreila (1838 m) (Haltestelle: Vals, Zervreila) oder Peil (1667 m) oder Vals (1251 m)
- Via: Fanelllücke (2869 m)

1. Von Vals oder Berggasthaus Zervreila via Canalbrücke, Canalalp zur Fanelllücke
2. Von Vals oder Peil durch das Peiltal via Fanella Alp zur Fanelllücke

Canaltal (ab Zervreila) oder Fanella Alp (ab Peil), dann
- Schwierigkeit: WS
- Zeitaufwand: ¾ Stunden von der Fanelllücke

1. 5 Stunden vom Berggasthaus Zervreila oder 8¼ Stunden von Vals
2. 4¼ Stunden von Peil, 6¼ Stunden von Vals

#### Aus dem Peilertal und über den Nordostgrat
- Ausgangspunkt: Peil (1667 m) oder Vals (1251 m)
- Via: Fanella Alp, P. 2710 (Fanellgrätli), danach über den Nordostgrat zum Gipfel
- Schwierigkeit: WS, bis P. 2710 (Fanellgrätli) als Wanderweg weiss-rot-weiss, danach als Alpine Route weiss-blau-weiss markiert
- Zeitaufwand: 6 Stunden von Vals oder 4 Stunden von Peil
- Variante: Über den Fanellgletscher und über die Südostseite zum Gipfel

#### Über die Guraletschalp und über den Nordostgrat
- Ausgangspunkt: Berggasthaus Zervreila (1838 m) (Haltestelle: Vals, Zervreila)
- Via: Guraletschalp, Guraletschsee, P. 2710 (Fanellgrätli)
- Schwierigkeit: WS, bis P. 2710 (Fanellgrätli) als Wanderweg weiss-rot-weiss, danach als Alpine Route weiss-blau-weiss markiert
- Zeitaufwand: 3½ Stunden

#### Vom Zervreilasee über den Nordwestgrat
- Ausgangspunkt: Berggasthaus Zervreila (1838 m) (Haltestelle: Vals, Zervreila)
- Via: Bleschaturra, P. 2705 (NE des Wissgrätli), danach über den NW-Grat oder den SW-Grat zum Gipfel
- Schwierigkeit: WS
- Zeitaufwand: 4 Stunden

### Winterrouten
Die Wildruhezonen Zervreila und Marcheggen sind zu respektieren. Zwischen dem 20. Dezember und dem 15. April herrscht in der Ruhezone Zervreila ein Zutrittsverbot (zu Fuss und Wintersportarten), in der Ruhezone Marcheggen ist das Durchqueren auf eingezeichneten Wegen gestattet.

#### Von Zervreila
- Ausgangspunkt: Berggasthaus Zervreila (1838 m) (Haltestelle: Vals, Zervreila)
- Via: P. 2705, P. 2874
- Expositionen: N, W
- Schwierigkeit: ZS+
- Zeitaufwand: 4 Stunden
- Bemerkung: Bei Schneebrettgefahr ist es sicherer, das Wissgrätli zu überschreiten
- Alternative: von P. 2705 Richtung NE-Grat des Fanellhorns, danach über den E-Hang zum Gipfel

#### Abfahrt über den Guraletschsee
- Ziel: Berggasthaus Zervreila (2409 m)
- Via: Guraletschsee (1838 m)
- Expositionen: N, W
- Schwierigkeit: ZS

#### Abfahrt durch das Peiltal
- Ziel: Vals Valé (1271 m)
- Via: Peil (1667 m)
- Expositionen: E, NE
- Schwierigkeit: ZS-

## Galerie

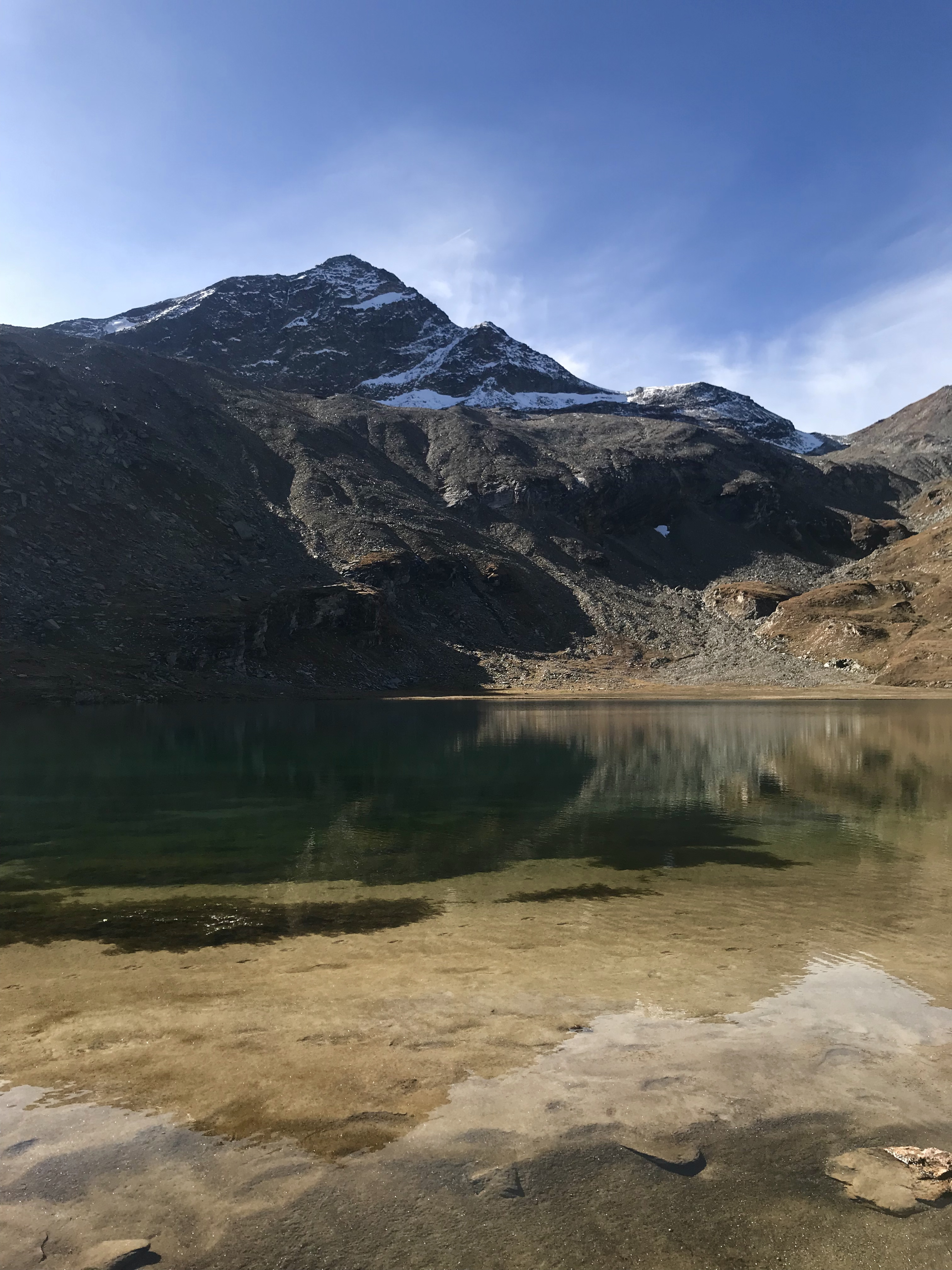
Guraletschsee, im Hintergrund das Fanellhorn.
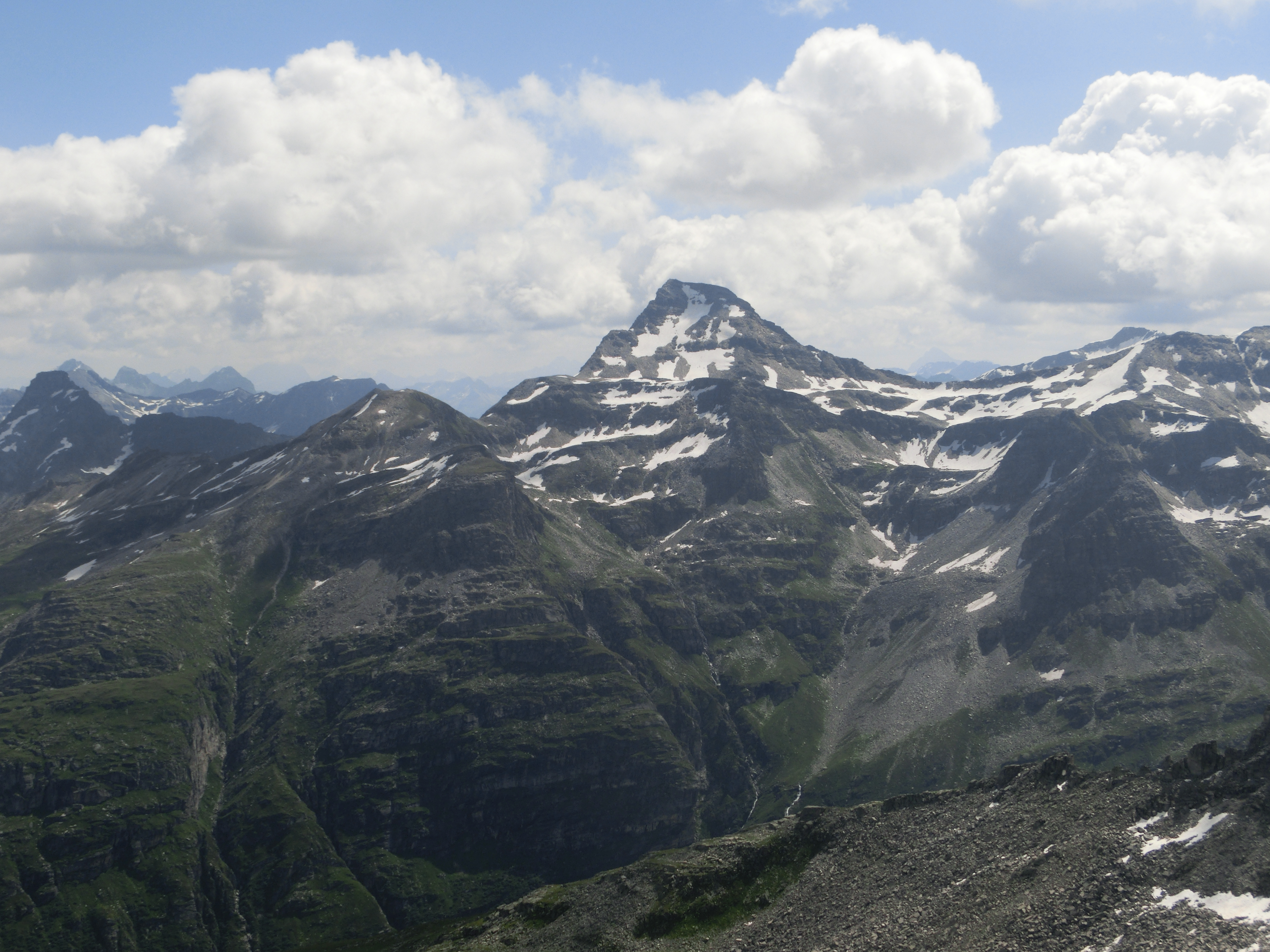
Fanellhorn, aufgenommen vom Zervreilahorn.
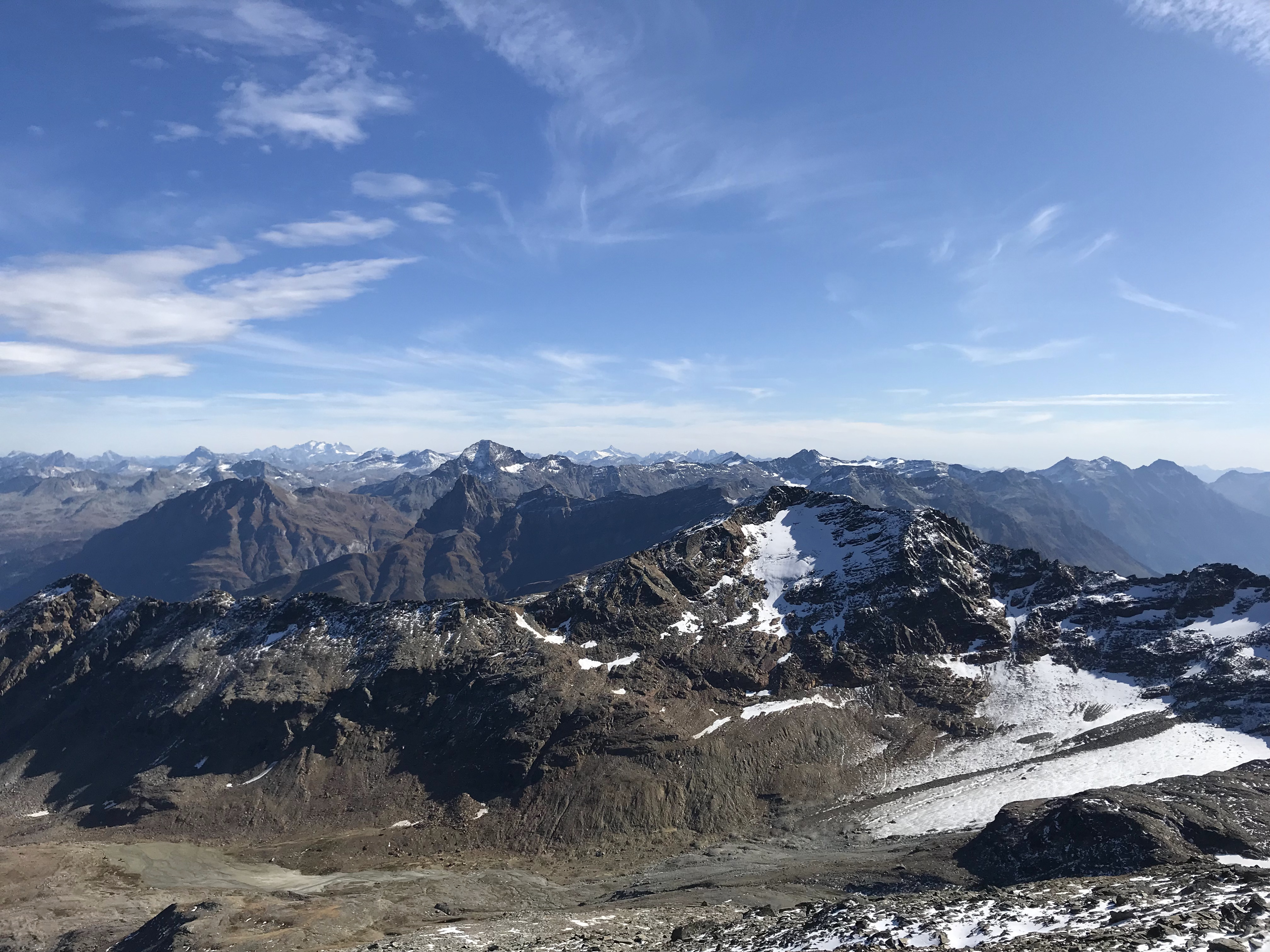
Chilchalphorn und Fanellgletscher, vom Fanellhorn aus betrachtet.
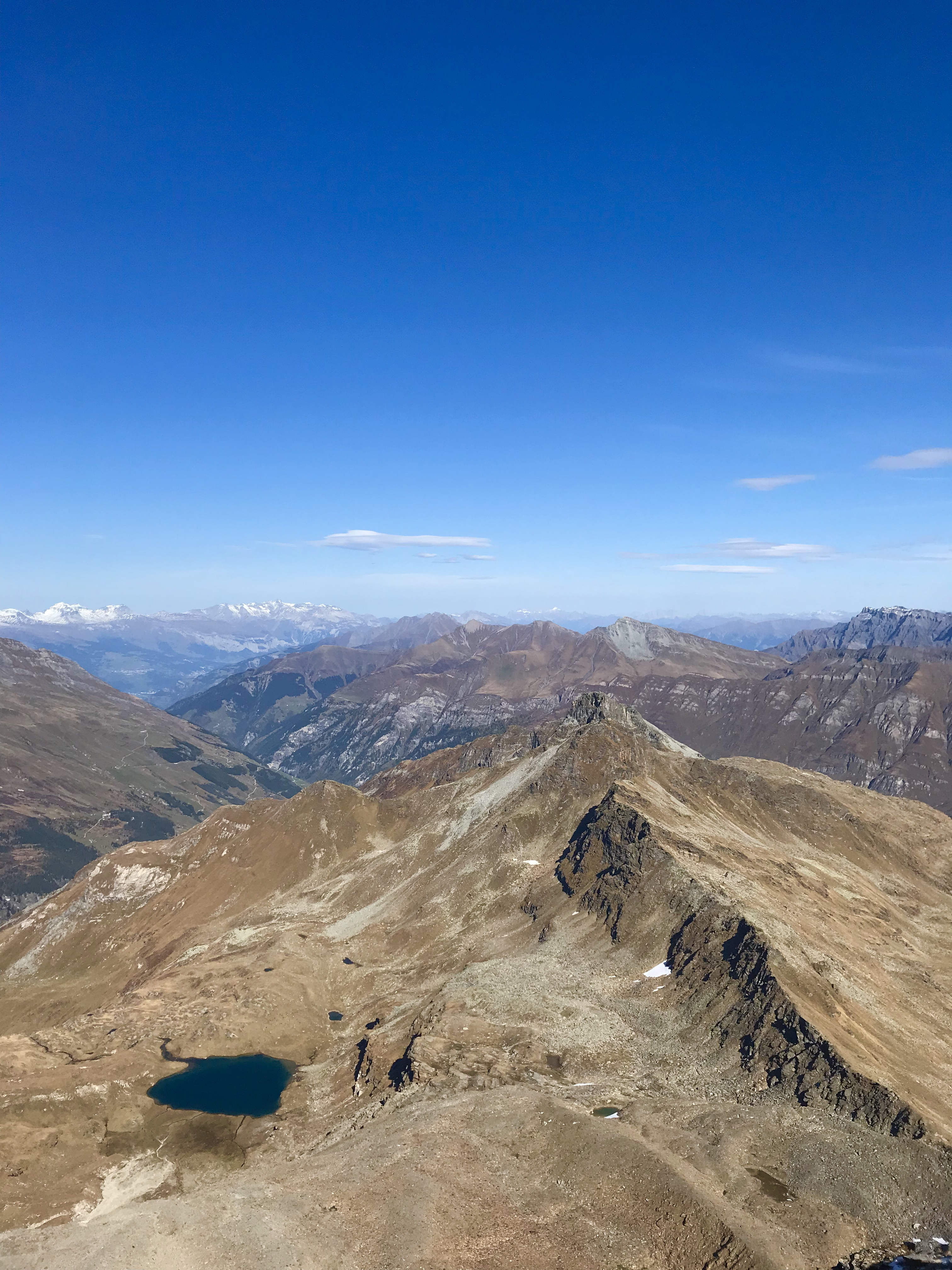
Guraletschhorn und Ampervreilhorn, vom Fanellhorn aus gesehen.